# Prosper Estieu

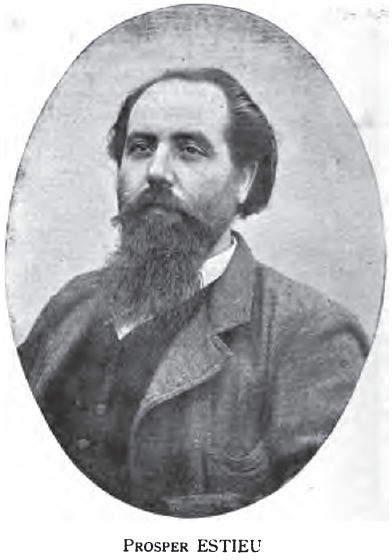
Prosper Estieu

Prosper Estieu (* 7. Juli 1860 in Fendeille; † 11. Dezember 1939 in Pamiers) war ein französischer Schriftsteller okzitanischer Sprache.

## Leben und Werk
Prosper Estieu war Volksschullehrer an verschiedenen Orten seiner okzitanischen Heimat, zuletzt von 1903 bis 1923 in Raissac-sur-Lampy. Bis zu dessen Tod 1891 war er beeinflusst von Auguste Fourès (1848–1891), einem roten Feliber und seit 1881 Majoral des Félibrige. Bei Fourès‘ Begräbnis lernte er Antonin Perbosc kennen und intensivierte im Kontakt mit ihm sein Engagement im gaskognischen Félibrige, gründete mehrere Feliber-Schulen sowie mit Perbosc eine Zeitschrift mit dem programmatischen Titel Mont-Segur (1896–1899, 1901–1904). 1900 wurde er Majoral (Akademiemitglied) (Sitz: Cigalo de l'Ort, o de Lansargue) des Félibrige. 
Estieu, von Jean Rouquette als der „Roumanille von Perbosc“ bezeichnet, und Perbosc machten sich an eine Graphiereform zur Vereinheitlichung des Okzitanischen und an eine Verlagerung des Schwerpunkts weg vom Mistralschen Provenzalischen zum Gesamtokzitanischen unter Einschluss des Gaskognischen. Sinnbilder dieser Entwicklung waren 1905 die Gründung der Zeitschrift Occitania. Revista literaria y social de les terres de llengua d'Oc, die scheiterte, 1924 die Gründung der Zeitschrift Oc. Revista (noch bestehend) und 1927 die Gründung des Collège d’Occitanie (Collègi d’Occitania) (mit Joseph Salvat). Die Entwicklung wurde gegen den Widerstand der Mistralisten (vor allem Capoulié Pierre Devoluy) erkämpft. Nach dem Ersten Weltkrieg übernahm Estieu die Leitung der  Academia occitana. Consistòri del Gai Saber und behielt sie bis 1933. Seinen aktiven Ruhestand verbrachte Estieu ab 1923 in Castelnaudary. Er starb 1939 in Pamiers im Alter von 79 Jahren.
Prosper Estieu war Ritter der Ehrenlegion. In Pamiers und Castelnaudary sind Straßen nach ihm benannt. In Castelnaudary trägt eine Schule seinen Namen. Das Gleiche gilt für den Literaturpreis Prix Prosper-Estieu.

## Werke (Auswahl)
- Lou Terradou, sounets lengodoucians. Traducciu francéso dret-à-dret. Revue méridionale, Carcassonne 1895. (zweisprachig, Vorwort von Antonin Perbosc)
- Flors d'Occitania. J. Marqueste, Toulouse 1906.
- La Canson occitana. Revue méridionale, Carcassonne 1908.
- Lo Romancero occitan, am traduccion franceza. Societat d'édicion occitana, Castelnaudary 1914. (Einführung von Marie-Louis Desazars de Montgailhard, 1837–1927)
- Lo Flahut Occitan. Cantas novas sus vièlhs Aires (Paraulas e Muzica). Edicions "Occitania", E. H. Guitard, Paris 1926. (Vorwort von Joseph Salvat)
- Las oras cantairas. Sonets occitans am traduccion franceza = Les heures chantantes. Sonnets occitans avec traduction française. Henri Didier, Paris 1931.
- Pichon fablier occitan. Centre départemental de documentation pédagogique de l'Aude, Carcassonne 1991. (zweisprachig, ursprünglich 1930)